# Apocalyptica (album)
Apocalyptica je studiové album finské kapely Apocalyptica.

## Seznam skladeb
1. „Life Burns!“ (feat. Lauri Ylönen) – 3:06
2. „Quutamo“ – 3:27
3. „Distraction“ – 3:56
4. „Bittersweet“ (feat. Lauri Ylönen, Ville Valo) – 4:25
5. „Misconstruction“ – 3:55
6. „Fisheye“ – 4:09
7. „Farewell“ – 5:32
8. „Fatal Error“ – 2:59
9. „Betrayal/Forgiveness“ (feat. Dave Lombardo) – 5:13
10. „Ruska“ – 4:39
11. „Deathzone“ / „En vie“ (feat. Marta Jandová) – 10:14
  - Skrytá stopa „En vie“ (feat. Marta Jandová) ve skladbě „Deathzone“ začíná v 6:41 odehraného času stopy.